# Orden de Alejandro Nevski
La Orden de Alejandro Nevski (del ruso: орден Александра Невского) es una orden de la Federación Rusa nombrada en honor al santo de la iglesia ortodoxa rusa Alejandro Nevski (1220–1263) y otorgada a funcionarios por veinte o más años de servicio altamente meritorio. Fue establecida por la Unión Soviética el  7 de julio de 1942, en plena Segunda Guerra Mundial a partir de la antigua orden del Imperio Ruso del mismo nombre. Esta condecoración, de carácter militar, fue otorgada, principalmente, a oficiales del Ejército Rojo que se habían destacado por actos de gran valentía y firme liderazgo. Se concedió a 50.585 personas, de las cuales, más de 42.000 eran ciudadanos soviéticos que la recibieron durante la II Guerra Mundial; también fue otorgada a 70 generales y oficiales extranjeros y a cerca de 1.470 unidades militares, las cuales lucían las insignias de la orden en su estandarte. El 7 de septiembre de 2010 fue rediseñada, obteniendo un diseño similar a la Orden creada por Catalina la Grande durante el imperio ruso en 1725
La estrella de la orden se porta en el lado derecho del pecho. La cinta del pasador es de color blanco-azulado con una barra de color rojo en el centro.
| 1942–1943 | 1943–1991 | 1992–2010 | 2010- actualidad |
|           |           |           |                  |